# 公立昭和病院
公立昭和病院（こうりつしょうわびょういん）は、東京都小平市にある医療機関。小金井市、小平市、東村山市、東久留米市、清瀬市、東大和市、および西東京市の、東京都多摩地域の7市で構成される一部事務組合「昭和病院企業団」が運営する病院である（かつて構成市だった、武蔵野市、国分寺市、および武蔵村山市は脱退）。標榜診療科は全21科。西武新宿線の花小金井駅と小平駅の間の線路沿いに位置する。地域医療支援病院の承認及び救命救急センターと地域がん診療連携拠点病院の指定を受ける。

## 沿革
- 1928年3月　北多摩郡昭和病院組合設立。
- 1929年3月　伝染病予防法に基く伝染病院として業務開始。
- 1963年1月　一般病棟を開設。
- 1972年12月　公立昭和病院に名称変更。
- 1975年1月　総合病院として承認され、現在に至る。
- 2012年10月　住居表示実施により所在地名が小平市天神町二丁目450番地から同市花小金井八丁目1番1号に変更される。
- 2014年8月　地方公営企業法の一部適用から全適用に変更となり、設置者名も昭和病院組合から「昭和病院企業団」に改称される[1][2]。

## 診療科
内科系
- 心療内科
- 内分泌・代謝内科
- 腎臓内科
- 血液内科
- 救急科
- 神経内科
- 呼吸器内科・感染症科
- 消化器内科
- 循環器内科
- 小児科

外科系
- 外科
- 乳腺・内分泌外科
- 整形外科
- 形成外科
- 脳神経外科
- 心臓血管外科
- 皮膚科
- 泌尿器科
- 産婦人科
- 眼科
- 耳鼻咽喉科
- 歯科・歯科口腔外科
- 麻酔科

各センター
- 救命救急センター
- 健康管理センター
- 透析室（腎センター）
- NICU・GCU（未熟児センター）

中央診療部門
- 中央手術部
- 薬剤部
- 放射線科
- 放射線科（放射線治療）
- 検査科
- 病理診断科
- リハビリテーション科
- 栄養科
- 臨床工学室

## 医療機関の指定等
- 保険医療機関
- 救急告示医療機関
- 休日・全夜間診療事業実施医療機関（内科系、小児科、外科系）
- 労災保険指定医療機関
- 指定自立支援医療機関（更生医療・育成医療・精神通院医療）
- 身体障害者福祉法指定医の配置されている医療機関
- 生活保護法指定医療機関
- 指定養育医療機関（未熟児医療）
- 第二種感染症指定医療機関
- 公害医療機関
- 母体保護法指定医の配置されている医療機関
- 地域医療支援病院
- 災害拠点病院
- 救命救急センター
- 臨床研修指定病院
- 臨床修練指定病院
- がん診療連携拠点病院
- エイズ治療拠点病院
- DPC対象病院

## 交通アクセス
出典 : 
| 運行事業者 | 乗車駅       | 系統             | 下車停留所               |
| ---------- | ------------ | ---------------- | ------------------------ |
| 立川バス   | 国分寺駅     | 寺51・寺56       | 「昭和病院」             |
| ぶるべー号 | 小平駅       | 大沼ルート       | 「昭和病院」             |
| 西武バス   | 武蔵小金井駅 | 武17             | 「昭和病院」             |
| 西武バス   | 東久留米駅   | 武21             | 「昭和病院北入口」       |
| 西武バス   | 花小金井駅   | 花01・花02・清03 | 「青梅街道」、徒歩約11分 |
| 都営バス   | 花小金井駅   | 梅70系統         | 「昭和病院前」           |

## 関連人物
- 有賀徹 - 救急部長や脳神経外科主任医長を務めた。
- 大西洋英 - 消化器内科医を務めた[5]。